# Als ich ein kleiner Junge war
Als ich ein kleiner Junge war ist ein autobiografisches Kinderbuch von Erich Kästner, das 1957 erschienen ist.

## Inhalt

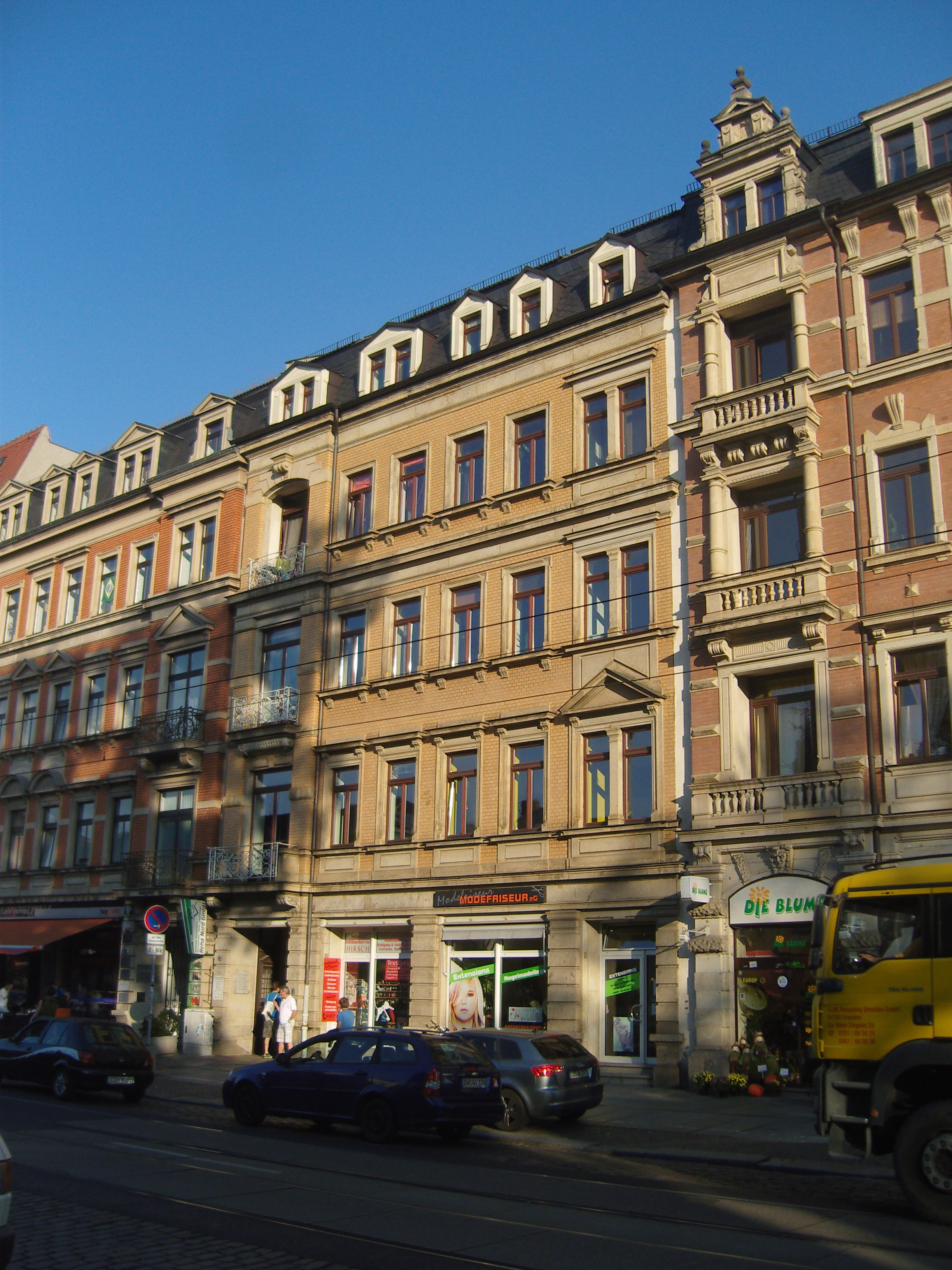
Erich Kästners Geburtshaus in der Königsbrücker Straße 66 in Dresden

Erich Kästner erzählt, beginnend mit seinen Großeltern, die Geschichte seiner Familie und seiner Kindheit in Dresden. Er richtet sich dabei ausdrücklich an Kinder, die er auch im Laufe des Buches immer wieder mit „liebe Kinder“ anspricht. Er geht bei seiner Erzählung weitgehend chronologisch vor, wählt jedoch bestimmte Ereignisse und Aspekte seines Lebens aus, die ihm besonders passend erscheinen, denn „nicht alles, was Kinder erleben, eignet sich dafür, dass Kinder es lesen“, wie er im Vorwort bemerkt. Das Buch endet mit dem Beginn des Ersten Weltkrieges, den Kästner, der damals 15 Jahre alt war, später als das Ende seiner Kindheit betrachtete.

## Bezüge zu Kästners anderen Büchern
In Als ich ein kleiner Junge war wird deutlich, dass auch Kästners andere Kinderbücher teilweise starke autobiografische Züge tragen. So haben zum Beispiel sowohl Anton aus Pünktchen und Anton als auch Emil aus Emil und die Detektive eine ähnlich enge Beziehung zu ihrer Mutter wie Kästner zu seiner eigenen Mutter, die wie Emils Mutter ein Friseurgeschäft betrieb. Die Gewohnheit seiner Mutter, ihn auf dem Schulweg heimlich zu verfolgen, um sicher zu sein, dass er unversehrt in der Schule ankam, griff Erich Kästner in der Geschichte Frau Hebestreit spioniert auf, die 1962 in Das Schwein beim Friseur erschien. Seine Zeit als externer Schüler eines Internats verarbeitete er unter anderem in Das fliegende Klassenzimmer. Auch die Namen seiner Romanfiguren sind teilweise von Personen seiner Kindheit entlehnt. So ist zum Beispiel Gustav, wie Kästner eine zentrale Figur in Emil und die Detektive nannte, der Name eines seiner besten Freunde aus Kindertagen, und sein Volksschullehrer Herr Bremser taucht als Antons verständnisvoller Klassenlehrer in Pünktchen und Anton auf.

## Veröffentlichungsgeschichte
Die erste Auflage wurde von Horst Lemke illustriert. Sie erschien 1957 im Atrium Verlag. Das Buch wurde zahlreiche Male neu aufgelegt; zurzeit erscheint es im Cecilie Dressler Verlag.
Im Atrium Verlag erschien auch eine Hörbuchfassung von Walter Sittler. Eine Hörspielbearbeitung mit Martin Held, Stephan Chrzescinski und Eva Brumby erschien bei Oetinger Audio.

## Auszeichnungen
1961 wurde Erich Kästner für Als ich ein kleiner Junge war in den USA von der University of Wisconsin–Madison School of Education mit dem Lewis Carroll Shelf Award ausgezeichnet.

## Ausgaben
- Kästner für Kinder, Büchergilde Gutenberg, Lizenzausgabe des Atrium Verlags Zürich 1985, ISBN 3-7632-3109-9, Band 1, S. 449–597.
- Als ich ein kleiner Junge war, dtv, München 2003, ISBN 3-4231-3086-5.